# Joachim Dudeck
Joachim Werner Dudeck (* 15. Oktober 1932 in Breslau; † 31. März 2010 in Frankfurt am Main) war ein deutscher Medizininformatiker.

## Leben
Nach dem Abitur in Leipzig und dem Studium der Medizin an den Universitäten Leipzig und Heidelberg, welches er mit der Promotion abschloss, arbeitete er zunächst in der Physiologie der Universität Erlangen; von dort ging er an das Institut für Medizinische Statistik und Dokumentation der Johannes-Gutenberg-Universität Mainz, wo er sich 1969 habilitierte. Ein Jahr später wurde er auf den Lehrstuhl für Medizinische Statistik und Dokumentation (später Medizinische Informatik) der Justus-Liebig-Universität Gießen berufen. Das dortige Institut für Medizinische Informatik leitete er von 1970 bis 2003.
- 1971: Gründer der Schule für Medizinische Dokumentation Gießen[3] (Leitung bis 2003)
- 1994–1999: Leiter der Arbeitsgruppe „Kommunikationsstandards“ der Deutschen Gesellschaft für Medizinische Informatik, Biometrie und Epidemiologie e.V. (GMDS)
- 1995–1998: ebd. Leiter des Fachausschusses „Medizinische Informatik“
- 1992 Gründer und bis 2003 Vorsitzender der HL7-Benutzergruppe Deutschland.
- 1998–2000: Director International Affiliates und Mitbegründer der Internationalen HL7-Mutterorganisation.
- 2003: International Associate des American College of Medical Informatics.
- 2 Jahre lang Mitglied des Board of Directors von HL7 USA als erster Nicht-Amerikaner

Ab 2003 gehörte er zum Wissenschaftlichen Beirat der LuMriX.net GmbH.

## Wissenschaftliche Arbeit
Joachim Dudeck gilt als einer der Pioniere der Medizinischen Dokumentation in Deutschland. Er führte verschiedenste Forschungs- und Entwicklungsarbeiten in den Bereichen automatische EKG-Analyse, automatische Textverarbeitung, Krankenhausinformationssystem (KIS) mit wissensbasierten Funktionen, Tumordokumentationssysteme (Gießener Tumordokumentationssystem, GTDS), Anwendung von Kommunikationsstandards in der Medizin (HL7, XML) durch und war auch nach seiner Emeritierung noch im Bereich der medizinischen Terminologien, wie z. B. der Verbreitung von LOINC oder SNOMED CT aktiv.

## Das Klinische Krebsregister (Gießener Tumordokumentationssystem GTDS)
Bereits 1980 führte Dudeck erfolgreich eine Pilotstudie für ein hessisches epidemiologisches Krebsregister durch, bei der innerhalb des ersten Jahres bereits eine Melderate von 80 Prozent erreicht wurde. Nach der Wiedervereinigung gelang es ihm, die Versorgung der Krebspatienten in den neuen Bundesländern durch den Aufbau von Tumorzentren mit ihren Klinischen Krebsregistern und durch die Bereitstellung einer einheitlichen technologischen Plattform entscheidend voranzubringen. Er etablierte in Gießen die Arbeitsgruppe zur Koordination klinischer Krebsregister, welche bereits 1991 eine einheitliche Software für Klinische Krebsregister (Gießener Tumordokumentationssystem GTDS) bereitstellte. Mittlerweile nutzen dieses System rund 70 Prozent aller deutschen Tumorzentren. Ab 1990 engagierte er sich für den Aufbau standardisierter Tumorregister in Tschechien, Polen, Ungarn, Lettland, Litauen, Estland, den Ländern des ehemaligen Jugoslawien und der Türkei.

## Ehrungen
- 1998: Ed Hammond Volunteer of the Year-Auszeichnung (als erster Nicht-Amerikaner).
- 2001: Aufnahme als International Fellow in das American College of Medical Informatics. Er war der dritte Deutsche, der diese Fachauszeichnung erhalten hat.
- 2004: Großes Verdienstkreuz der Bundesrepublik Deutschland für jahrzehntelanges Engagement im Bereich der medizinischen Informatik.

Seit 2011 wird anlässlich der jährlich stattfindenden International HL7 Interoperability Conference (IHIC) der Joachim W. Dudeck Award an junge Wissenschaftler verliehen.

## Schriften
- Der Einfluß nicht-medizinischer Faktoren auf die Verweildauer im Krankenhaus (Diss.). Heidelberg, 1962.
- (Hrsg.): Basisdokumentation für Tumorkranke: Prinzipien und Verschlüsselungsanweisungen für Klinik und Praxis. Berlin, Heidelberg etc., Springer 1994.
- (Hrsg.): Klinische Krebsregister und Qualitätsmanagement der onkologischen Versorgung. Gießen, Ferber 1994.